# Zéramdine
Zéramdine (àrab: زرمدين, Zaramdīn) és una vila de Tunísia, a l'oest de la governació de Monastir, situada a uns 27 km per carretera de Monastir i a uns 9 km de la via del ferrocarril que passa a l'oest de la ciutat. Té una població d'uns 6.000 habitants. És capçalera d'una delegació amb una població de 26.680 habitants segons el cens del 2004.

## Economia
L'economia de la zona està basada en el cultiu de l'olivera i la producció d'oli. Hi ha altres cultius menys importants, però no hi ha indústria. La zona tampoc es beneficia del turisme.

## Administració
És el centre de la delegació o mutamadiyya homònima, amb codi geogràfic 32 54 (ISO 3166-2:TN-12), dividida en cinc sectors o imades:
- Mezaougha (32 54 51)
- Menzel Hayet (32 54 52)
- Melichet (32 54 53)
- Zéramdine Nord (32 54 54)
- Zéramdine Sud (32 54 55)

Al mateix temps, forma una municipalitat o baladiyya (codi geogràfic 32 16).